# Jane Cameron
Pour les articles homonymes, voir Cameron.
Jane Cameron, née le 29 novembre 1975 dans le Yorkshire en Angleterre, est une actrice britannique.

## Filmographie
- 1986 : Another World (série télévisée) : Nancy McGowan
- 1996 : Dalziel and Pascoe (série télévisée) : Sheila
- 1996-1997 : Emmerdale (série télévisée) : Sophie Wright[1] (8 épisodes)
- 2004 : North & South (mini-série) : une jeune femme
- 2005 : You Can Run... (court métrage) : Lucy
- 2005 : The Bill (série télévisée) : Maxine Burt
- 2005 : Man Stroke Woman (série télévisée) : une cliente
- 2006 : Green Wing (série télévisée) : l'infirmière
- 2007 : Primeval (série télévisée) : la professeure
- 1999-2008 : Holby City (série télévisée) : Natalie Reynolds / Lisa (2 épisodes)
- 2001-2008 : Doctors (série télévisée) : Becky Gainer / Sally Piper (2 épisodes)
- 2007-2008 : M.I. High (série télévisée) : Ms. Templeman (22 épisodes)
- 2008-2012 : EastEnders (série télévisée) : Sophie / D.C. Bedows (5 épisodes)
- 2012 : Silent Witness (série télévisée) : Sharon Roberts